# Bartłomiej Pawłowski
Bartłomiej Pawłowski (Zgierz, 13 november 1992) is een Pools voetballer die doorgaans speelt als aanvaller. In januari 2022 verruilde hij Śląsk Wrocław voor Widzew Łódź.

## Carrière
Pawłowski speelde in de jeugdopleiding voor ŁKS Łódź en Promień Opalenica, voordat hij in 2010 verkaste naar Jagiellonia Białystok. Bij die club debuteerde de aanvaller in 2010, maar verder dan zeven duels in de hoofdmacht kwam hij niet. Via uitleenbeurten bij respectievelijk GKS Katowice, Jarota Jarocin en Warta Poznań huurde Widzew Łódź hem in 2013. Nadat hij vier keer scoorde in vijftien wedstrijden, besloot de club hem definitief over te nemen. Bij Widzew werd hij verliezend finalist van de Copa del Sol in 2013. In de finale scoorde Pawłowski wel, maar er werd alsnog met 2-1 verloren van Shakhtar Donetsk. In de zomer van 2013 besloot Málaga uit Spanje de aanvaller voor de duur van één seizoen te huren. Hierna vertrok hij naar Lechia Gdańsk. Dat verhuurde hem achtereenvolgens aan Zawisza en Korona Kielce. In de zomer van 2017 verkaste Pawlowski naar Zagłębie Lubin. In maart 2018 verlengde de Pool zijn verbintenis tot medio 2020. In de zomer van 2019 verkaste Pawłowski naar Gazişehir Gaziantep. Een jaar later keerde hij bij Śląsk Wrocław terug in Polen. Pawłowski verkaste in januari 2022 naar Widzew Łódź.